# Serrat de Cuiràs
El Serrat de Cuiràs és una serra situada al municipi de Fontanals de Cerdanya, a la comarca de la Baixa Cerdanya, amb una elevació màxima de 1.667 metres.